# 248262 Liuxiaobo
248262 Liuxiaobo è un asteroide della fascia principale. Scoperto nel 2005, presenta un'orbita caratterizzata da un semiasse maggiore pari a 3,1557692 UA e da un'eccentricità di 0,1701697, inclinata di 11,94529° rispetto all'eclittica.
L'asteroide è dedicato allo scrittore cinese Liu Xiaobo.